# 叶卡捷琳娜·亚历山德罗夫斯卡娅
叶卡捷琳娜·德米特里耶夫娜·亚历山德罗夫斯卡娅（俄語：Екатери́на Дми́триевна Алекса́ндровская，2000年1月1日—2020年7月17日）生于俄罗斯莫斯科，是一名代表澳大利亚参赛的女子花样滑冰运动员，主攻双人滑。她曾搭档哈利·温佐获得2017年世界青年花样滑冰锦标赛冠军、2017年塔林杯冠军、2017年内伯尔杯季军、2018年美国花样滑冰经典赛季军，另外也两次获得澳大利亚锦标赛冠军。

## 个人生活
亚历山德罗夫斯卡娅出生于莫斯科，她的父亲于2015年去世。她原本是俄罗斯籍，2017年10月获得澳大利亚公民资格。亚历山德罗夫斯卡娅去世前一段时间曾患上抑郁症，她在2020年1月开始接受癫痫的治疗。

## 运动生涯

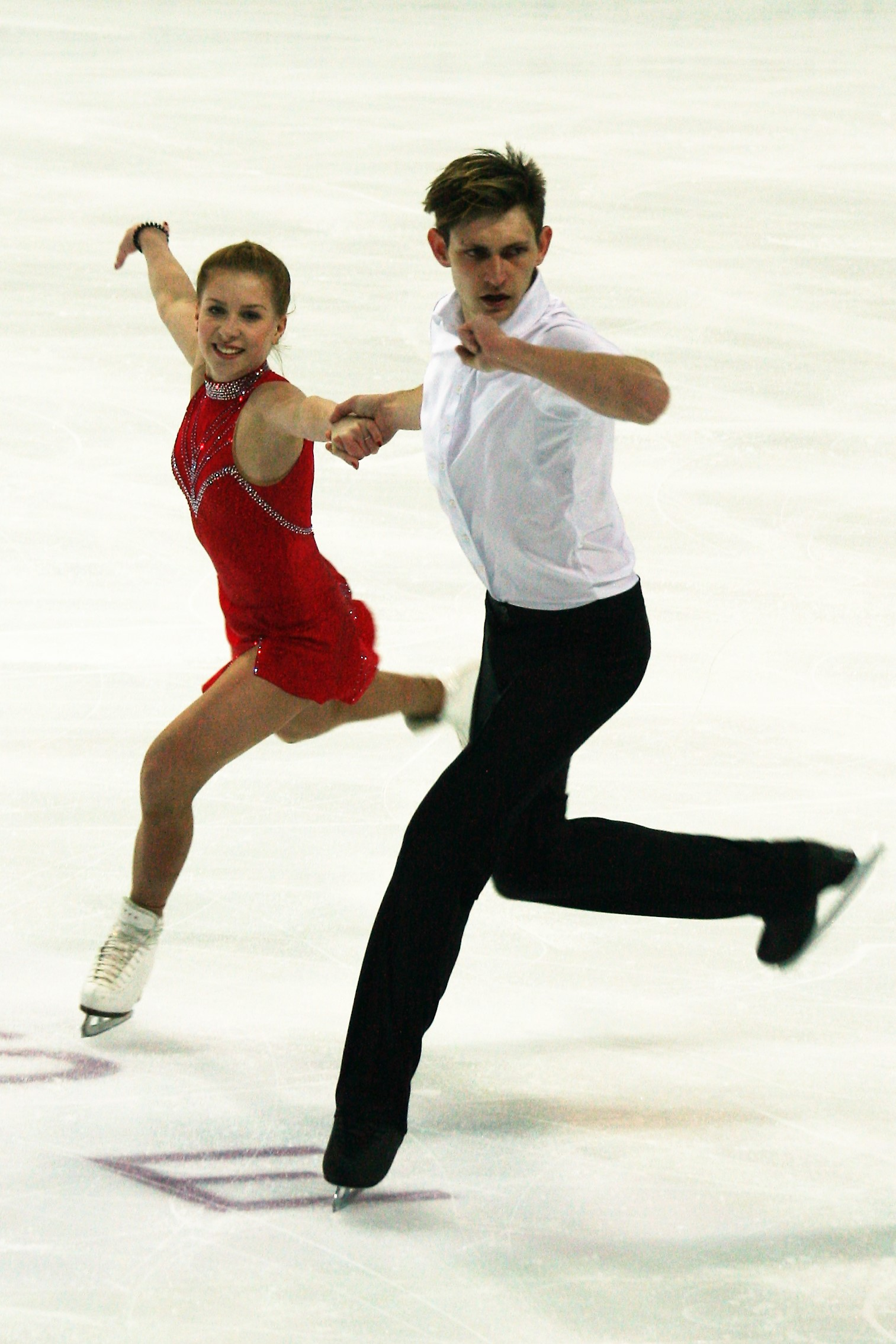
亚历山德罗夫斯卡娅（左）和温佐（右），摄于2016–17赛季青少年大奖赛总决赛

亚历山德罗夫斯卡娅于2004年时开始学习滑冰，她一开始主攻单人滑，参加了2011–12赛季的比赛，2012–13赛季，她开始转攻双人滑，与Vladislav Lysoy搭档。后来她与Aleksandr Epifanov搭档参加了2014–15赛季以及2015–16赛季。
在俄罗斯与澳大利亚双方教练的推荐下，亚历山德罗夫斯卡娅于2015年12月开始与澳大利亚选手哈利·温佐搭档。两人试训后，教练们均认为两人技术特点与体型均相近，适合搭档。后来，在澳大利亚方面的请求以及亚历山德罗夫斯卡娅教练的帮助下，俄罗斯方面允许她和温佐搭档代表澳大利亚参赛。
亚历山德罗夫斯卡娅和温佐于2016年9月正式亮相国际赛场，两人参加的首项赛事是捷克青年大奖赛，结果排名第8位。之后，两人在爱沙尼亚青年大奖赛上力压三对俄罗斯组合取得金牌，这是两人搭档后首次在国际比赛中收获奖牌。2016年10月，两人参加芬兰杯，首次在成年组赛事中亮相，结果获得第6名。12月，两人晋级青年大奖赛总决赛，结果获得第5名。
2017年1月，两人出战四大洲锦标赛，首次参加ISU锦标赛，结果获得第11名。同年3月，两人出战青年锦标赛，结果力压其他所有选手获得冠军，这是澳大利亚首次获得世界青年花样滑冰锦标赛冠军。数周后，两人前往芬兰赫尔辛基，首次参加世界锦标赛，比赛中两人成功晋级自由滑阶段，并最终获得第16名。
2017年9月，亚历山德罗夫斯卡娅和温佐征战内伯尔杯，结果获得第3名，首次获得成年组比赛奖牌的同时也帮助澳大利亚取得2018年平昌冬奥花样滑冰双人滑的参赛席位。同年12月，两人参加青年大奖赛总决赛，结果取得金牌，这是澳大利亚首次在花样滑冰青年大奖赛总决赛上夺冠。
2018年1月，两人再次征战四大洲锦标赛，取得第6名。同年2月，两人代表澳大利亚参加2018年平昌冬奥，结果在短节目阶段获得第18名，无缘晋级自由滑。一个月后，两人再次参加世界锦标赛，获得第16名，平了上届的成绩。
2018–19赛季，两人完成了成年组大奖赛的首秀，先后参加加拿大大奖赛和俄罗斯大奖赛，均获得第7名。该赛季上，两人获得的唯一奖牌为2018年美国经典赛的铜牌。后来由于温佐遭遇伤病，两人缺席了2019年的四大洲锦标赛和世界锦标赛。
2019–20赛季，温佐经过数月的治疗成功伤愈，两人得以回归赛场，在该赛季中，两人先后参加了2019年内伯尔杯和2019年美国大奖赛，分别获得第9名和第7名。然而后来，两人先后放弃参加华沙杯及澳大利亚锦标赛。尽管后来两人入选2020年四大洲锦标赛阵容，两人最后也未能出赛。后来，据教练披露，亚历山德罗夫斯卡娅在2020年1月确诊患上癫痫，她和温佐的搭档关系也于2020年2月宣告解除。

## 去世
2020年7月17日，亚历山德罗夫斯卡娅从俄罗斯莫斯科1905年街一处建筑楼的窗边坠落身亡，年仅20岁。她去世前在楼内留下一张纸条，上面写着“（爱）”。警方初步认定她的死因为自杀。据报道，亚历山德罗夫斯卡娅在运动生涯遇上挫折后患上了抑郁症，她的母亲曾试图寻求心理医生的帮助。她的遗体埋葬于莫斯科州巴拉希哈的尼可罗-阿尔汉格尔斯克公墓。

## 主要成绩

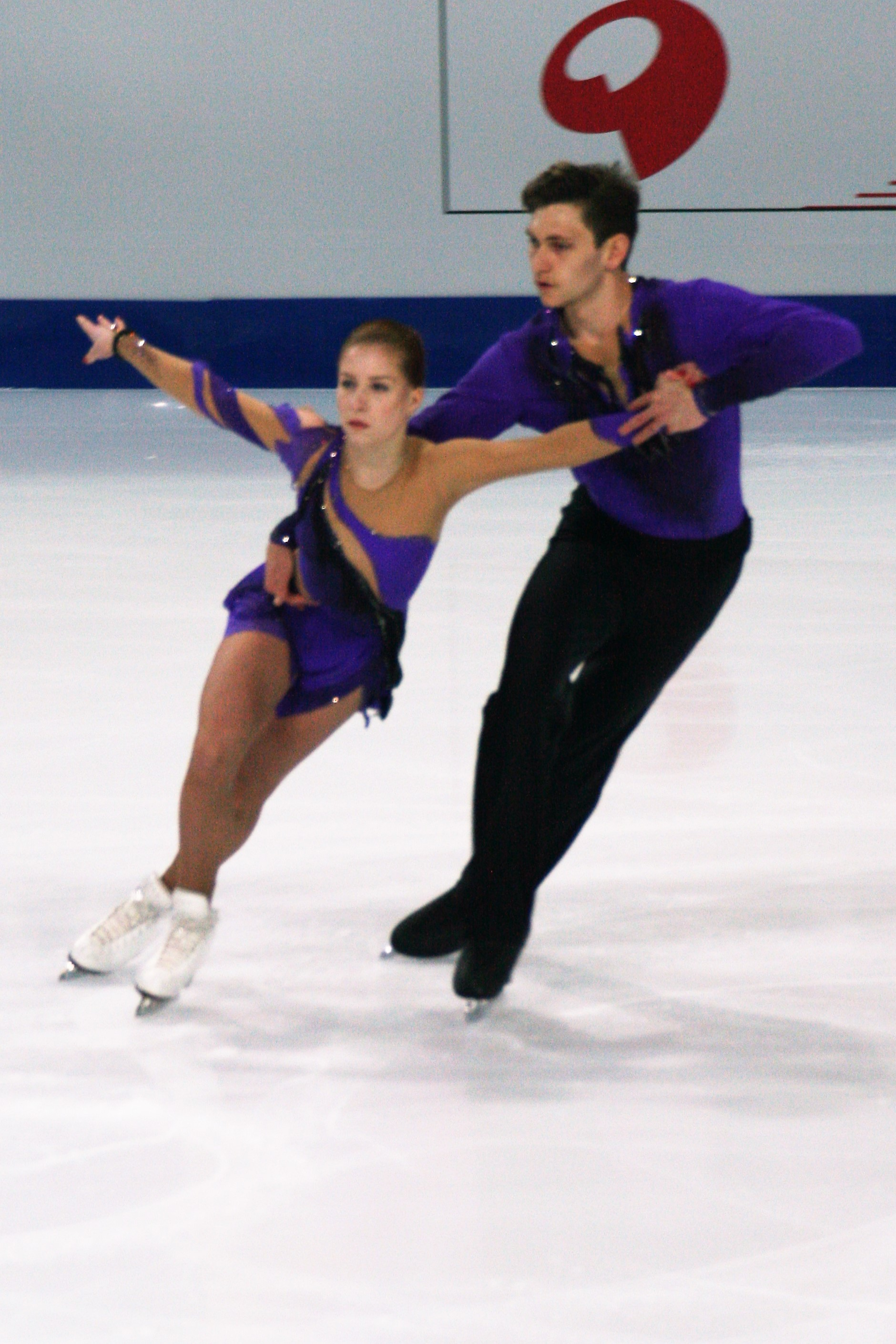
摄于2016–17青年大奖赛总决赛

下表的所有成绩均为与哈利·温佐搭档时期的成绩。
GP：大奖赛；CS: 挑战赛系列；JGP：青年大奖赛
| 国际成年组比赛         | 国际成年组比赛 | 国际成年组比赛 | 国际成年组比赛 | 国际成年组比赛 |
| 赛事                   | 16–17          | 17–18          | 18–19          | 19–20          |
| ---------------------- | -------------- | -------------- | -------------- | -------------- |
| 冬季奥运               |                | 第18名         |                |                |
| 世界锦标赛             | 第16名         | 第16名         |                |                |
| 四大洲锦标赛           | 第11名         | 第6名          | 退赛           | 退赛           |
| GP 俄罗斯大奖赛        |                |                | 第7名          |                |
| GP 美国大奖赛          |                |                |                | 第7名          |
| GP 加拿大大奖赛        |                |                | 第7名          |                |
| CS 芬蘭盃              | 第6名          |                | 第6名          |                |
| CS 內伯爾盃            |                | 第3名          |                | 第9名          |
| CS 塔林杯              |                | 第1名          |                |                |
| CS 美国经典赛          |                |                | 第3名          |                |
| CS 华沙杯              | 退赛           |                |                | 退赛           |
| 国际青年组比赛         |                |                |                |                |
| 世界青年锦标赛         | 第1名          |                |                |                |
| JGP 青年大奖赛总决赛   | 第5名          | 第1名          |                |                |
| JGP 捷克青年大奖赛     | 第8名          |                |                |                |
| JGP 爱沙尼亚青年大奖赛 | 第1名          |                |                |                |
| JGP 拉脱维亚青年大奖赛 |                | 第4名          |                |                |
| JGP 波兰青年大奖赛     |                | 第1名          |                |                |
| 国内比赛               |                |                |                |                |
| 澳大利亚锦标赛         | 第1名          |                | 第1名          |                |